# ترکیب تیم‌های لیگ جهانی والیبال ۲۰۱۳
فهرست اعضا تیم‌های حاضر در لیگ جهانی والیبال ۲۰۱۳.

سن اعضای تیم‌ها محاسبه شده تا ۳۱ مه ۲۰۱۳، روز آغازین مسابقات.

## آرژانتین
| #      | نام                   | تاریخ تولد               |
| ------ | --------------------- | ------------------------ |
| 1      | Pablo Koukartsev      | ۲۵ مارس ۱۹۹۳ (۲۰ سال)    |
| 2      | ایوان کاستلانی        | ۱۹ ژانویه ۱۹۹۱ (۲۲ سال)  |
| 3      | Demián González       | ۲۱ فوریه ۱۹۸۳ (۳۰ سال)   |
| 4      | Martin Ramos          | ۲۶ اوت ۱۹۹۱ (۲۱ سال)     |
| 5      | نیکولاس اوریارته      | ۲۱ مارس ۱۹۹۰ (۲۳ سال)    |
| 6      | Cristian Poglajen     | ۱۴ ژوئیه ۱۹۸۹ (۲۳ سال)   |
| 7      | Facundo Conte         | ۲۵ اوت ۱۹۸۹ (۲۳ سال)     |
| 8      | Frederico Franetovich | ۱۳ اکتبر ۱۹۹۱ (۲۱ سال)   |
| 9      | رودریگو کویروگا       | ۲۳ مارس ۱۹۸۷ (۲۶ سال)    |
| 10     | Nicolas Bruno         | ۲۴ فوریه ۱۹۸۹ (۲۴ سال)   |
| 11     | Sebastián Sole        | ۱۲ ژوئن ۱۹۹۱ (۲۱ سال)    |
| 12     | Federico Pereyra      | ۱۹ ژوئن ۱۹۸۸ (۲۴ سال)    |
| 13     | Tomas Ruiz            | ۱۶ آوریل ۱۹۹۲ (۲۱ سال)   |
| 14     | پابلو کرر             | ۱۲ ژوئن ۱۹۸۹ (۲۳ سال)    |
| 15     | لوسیانو دچکو          | ۲ ژوئن ۱۹۸۸ (۲۴ سال)     |
| 16     | Alexis González       | ۲۱ ژوئیه ۱۹۸۱ (۳۱ سال)   |
| 17     | Bruno Romanutti       | ۵ ژوئیه ۱۹۸۹ (۲۳ سال)    |
| 18     | Facundo Santucci      | ۶ مارس ۱۹۸۷ (۲۶ سال)     |
| 19     | Maximiliano Gauna     | ۲۹ آوریل ۱۹۸۹ (۲۴ سال)   |
| 20     | Pablo Bengolea        | ۸ مه ۱۹۸۶ (۲۷ سال)       |
| 21     | Juan Ignacio Finoli   | ۵ نوامبر ۱۹۹۱ (۲۱ سال)   |
| 22     | Guillermo García      | ۲۱ سپتامبر ۱۹۸۳ (۲۹ سال) |
| سرمربی | خاویر وبر             | ۶ ژانویه ۱۹۶۶ (۴۷ سال)   |

## برزیل
| #      | نام              | تاریخ تولد               |
| ------ | ---------------- | ------------------------ |
| 1      | برونو رزنده (C)  | ۲ ژوئیه ۱۹۸۶ (۲۶ سال)    |
| 2      | Isac Santos      | ۱۳ دسامبر ۱۹۹۰ (۲۲ سال)  |
| 3      | Éder Carbonera   | ۱۹ اکتبر ۱۹۸۳ (۲۹ سال)   |
| 4      | والاس د سوزا     | ۲۶ ژوئن ۱۹۸۷ (۲۵ سال)    |
| 5      | سیدائو           | ۹ ژوئیه ۱۹۸۲ (۳۰ سال)    |
| 6      | لئوناردو ویسوتو  | ۳۰ آوریل ۱۹۸۳ (۳۰ سال)   |
| 7      | William Arjona   | ۳۱ ژوئیه ۱۹۷۹ (۳۳ سال)   |
| 8      | Ricardo Souza    | ۱۴ فوریه ۱۹۹۲ (۲۱ سال)   |
| 9      | Théo Lopes       | ۳۱ اوت ۱۹۸۳ (۲۹ سال)     |
| 10     | Alan Domingos    | ۱۵ فوریه ۱۹۸۰ (۳۳ سال)   |
| 11     | تیاگو سوارز آلوز | ۲۶ ژوئیه ۱۹۸۶ (۲۶ سال)   |
| 12     | Luiz Fonteles    | ۱۹ ژوئن ۱۹۸۴ (۲۸ سال)    |
| 13     | Maurício Souza   | ۲۹ سپتامبر ۱۹۸۸ (۲۴ سال) |
| 14     | Renan Buiatti    | ۱۰ ژانویه ۱۹۹۰ (۲۳ سال)  |
| 15     | João Paulo Bravo | ۷ ژانویه ۱۹۷۹ (۳۴ سال)   |
| 16     | لوکاس ساتکمپ     | ۶ مارس ۱۹۸۶ (۲۷ سال)     |
| 17     | Murilo Radke     | ۳۱ ژانویه ۱۹۸۹ (۲۴ سال)  |
| 18     | دانته آمارال     | ۳۰ سپتامبر ۱۹۸۰ (۳۲ سال) |
| 19     | Mário Pedreira   | ۳ مه ۱۹۸۲ (۳۱ سال)       |
| 20     | Raphael Oliveira | ۱۴ ژوئن ۱۹۷۹ (۳۳ سال)    |
| 21     | Ary Nóbrega      | ۱۰ ژوئیه ۱۹۹۱ (۲۱ سال)   |
| 22     | Mauricio Silva   | ۴ فوریه ۱۹۸۹ (۲۴ سال)    |
| سرمربی | برناردو رزنده    | ۲۸ مارس ۱۹۵۹ (۵۴ سال)    |

## بلغارستان
| #      | نام                 | تاریخ تولد              |
| ------ | ------------------- | ----------------------- |
| 1      | Georgi Bratoev      | ۲۱ اکتبر ۱۹۸۷ (۲۵ سال)  |
| 2      | Borislav Apostolov  | ۷ دسامبر ۱۹۹۰ (۲۲ سال)  |
| 3      | Stoyan Samunev      | ۱۵ آوریل ۱۹۸۳ (۳۰ سال)  |
| 4      | Martin Bozhilov     | ۱۱ آوریل ۱۹۸۸ (۲۵ سال)  |
| 5      | Svetoslav Gotsev    | ۳۱ اوت ۱۹۹۰ (۲۲ سال)    |
| 6      | Danail Milushev     | ۳ فوریه ۱۹۸۴ (۲۹ سال)   |
| 7      | Stanislav Petkov    | ۳۱ دسامبر ۱۹۸۷ (۲۵ سال) |
| 8      | تودور اسکریموف      | ۹ ژانویه ۱۹۹۰ (۲۳ سال)  |
| 9      | Dobromir Dimitrov   | ۷ ژوئیه ۱۹۹۱ (۲۱ سال)   |
| 10     | Valentin Bratoev    | ۲۱ اکتبر ۱۹۸۷ (۲۵ سال)  |
| 11     | Georgi Seganov      | ۱۰ ژوئن ۱۹۹۳ (۱۹ سال)   |
| 12     | Viktor Yosifov      | ۱۶ اکتبر ۱۹۸۵ (۲۷ سال)  |
| 13     | تئودور سالپاروف (L) | ۱۶ اوت ۱۹۸۲ (۳۰ سال)    |
| 14     | Todor Valchev       | ۱۸ ژانویه ۱۹۸۹ (۲۴ سال) |
| 15     | تودور الکسیف (C)    | ۲۱ آوریل ۱۹۸۳ (۳۰ سال)  |
| 16     | Miroslav Gradinarov | ۱۰ فوریه ۱۹۸۵ (۲۸ سال)  |
| 17     | نیکولای پانچف       | ۲۲ مه ۱۹۹۲ (۲۱ سال)     |
| 18     | Nikolay Uchikov     | ۱۳ آوریل ۱۹۸۶ (۲۷ سال)  |
| 19     | تسوتان سوکولوف      | ۳۱ دسامبر ۱۹۸۹ (۲۳ سال) |
| 20     | Rozalin Penchev     | ۱۱ دسامبر ۱۹۹۴ (۱۸ سال) |
| 21     | Krasimir Georgiev   | ۱۳ فوریه ۱۹۹۵ (۱۸ سال)  |
| 22     | Ivan Stanev         | ۲۹ ژانویه ۱۹۸۶ (۲۷ سال) |
| سرمربی | Camillo Placi       |                         |

## کانادا
| #      | نام                    | تاریخ تولد               |
| ------ | ---------------------- | ------------------------ |
| 1      | Louis-Pierre Mainville | ۳ آوریل ۱۹۸۶ (۲۷ سال)    |
| 2      | Nicholas Hoag          | ۱۹ اوت ۱۹۹۲ (۲۰ سال)     |
| 3      | دنیل لویس (L)          | ۳ آوریل ۱۹۷۶ (۳۷ سال)    |
| 4      | Joshua Howatson        | ۷ اکتبر ۱۹۸۴ (۲۸ سال)    |
| 5      | Rudy Verhoeff          | ۲۴ ژوئن ۱۹۸۹ (۲۳ سال)    |
| 6      | جاستین داف             | ۱۰ مه ۱۹۸۸ (۲۵ سال)      |
| 7      | دالاس سونیز            | ۲۵ آوریل ۱۹۸۴ (۲۹ سال)   |
| 8      | Adam Simac             | ۹ اوت ۱۹۸۳ (۲۹ سال)      |
| 9      | Dustin Schneider       | ۲۷ فوریه ۱۹۸۵ (۲۸ سال)   |
| 10     | Toontje Van Lankvelt   | ۱ ژوئیه ۱۹۸۴ (۲۸ سال)    |
| 11     | Steve Brinkman         | ۱۲ ژانویه ۱۹۷۸ (۳۵ سال)  |
| 12     | گاوین اشمیت            | ۲۷ ژانویه ۱۹۸۶ (۲۷ سال)  |
| 13     | Olivier Faucher        | ۱۴ سپتامبر ۱۹۸۴ (۲۸ سال) |
| 14     | Adam Kaminski          | ۲۷ مه ۱۹۸۴ (۲۹ سال)      |
| 15     | فردریک وینترز (C)      | ۲۱ آوریل ۱۹۸۳ (۳۰ سال)   |
| 16     | Stephen Gotch          | ۱۸ اکتبر ۱۹۸۵ (۲۷ سال)   |
| 17     | Graham Vigrass         | ۱۷ ژوئن ۱۹۸۹ (۲۳ سال)    |
| 18     | John Gordon Perrin     | ۱۷ اوت ۱۹۸۹ (۲۳ سال)     |
| 19     | (Blair Bann (L         | ۲۶ فوریه ۱۹۸۸ (۲۵ سال)   |
| 20     | Ciaran McGovern        | ۵ ژوئن ۱۹۸۹ (۲۳ سال)     |
| 21     | Jason DeRocco          | ۱۹ سپتامبر ۱۹۸۹ (۲۳ سال) |
| 22     | Christopher Hoag       | ۳ سپتامبر ۱۹۸۹ (۲۳ سال)  |
| سرمربی | Glenn Hoag             |                          |

## کوبا
| #      | نام                            | تاریخ تولد              |
| ------ | ------------------------------ | ----------------------- |
| 1      | Wilfredo León Venero           | ۳۱ ژوئیه ۱۹۹۳ (۱۹ سال)  |
| 2      | (Lian Sem Estrada Jova (C      | ۱۲ دسامبر ۱۹۸۲ (۳۰ سال) |
| 3      | (Gustavo Leyva Álvarez (L      | ۱۴ دسامبر ۱۹۸۵ (۲۷ سال) |
| 4      | Javier Ernesto Jimenez Scull   | ۱۶ نوامبر ۱۹۸۹ (۲۳ سال) |
| 5      | Leandro Macías Infante         | ۱۳ فوریه ۱۹۹۰ (۲۳ سال)  |
| 6      | (Keibel Gutiérrez Torna (L     | ۶ مه ۱۹۸۷ (۲۶ سال)      |
| 7      | Osmani Uriarte Mestre          | ۴ ژوئن ۱۹۹۵ (۱۷ سال)    |
| 8      | رولاندو سپدا                   | ۱۳ مارس ۱۹۸۹ (۲۴ سال)   |
| 9      | Livan Osoria Rodriguez         | ۵ فوریه ۱۹۹۴ (۱۹ سال)   |
| 10     | Danger jorber Quintana Guerra  | ۱۹ مه ۱۹۹۴ (۱۹ سال)     |
| 11     | Lazaro Raydel Fundora Travieso | ۱۳ فوریه ۱۹۹۴ (۱۹ سال)  |
| 12     | Abrahan Alfonso Gavilan        | ۲۳ فوریه ۱۹۹۵ (۱۸ سال)  |
| 13     | David Fiel Rodriguez           | ۲۸ اوت ۱۹۹۳ (۱۹ سال)    |
| 14     | Yordan Bisset Astengo          | ۲۱ اکتبر ۱۹۹۴ (۱۸ سال)  |
| 15     | Dariel Albo Miranda            | ۱۱ فوریه ۱۹۹۲ (۲۱ سال)  |
| 16     | Isbel Mesa Sandobal            | ۲ ژوئن ۱۹۸۹ (۲۳ سال)    |
| 17     | Alfonso Alexis Lamadrid        | ۳ فوریه ۱۹۹۳ (۲۰ سال)   |
| 18     | Yoandri Díaz                   | ۴ ژانویه ۱۹۸۵ (۲۸ سال)  |
| 19     | Extensa Marin Barbaro David    | ۲۰ ژوئن ۱۹۹۶ (۱۶ سال)   |
| 20     | Dayron Arias Romero            | ۵ فوریه ۱۹۹۴ (۱۹ سال)   |
| 21     | Jorge Felix Caraballo Castillo | ۱۴ ژوئیه ۱۹۸۷ (۲۵ سال)  |
| 22     | Yohan Armando Leon Napoles     | ۲۴ ژانویه ۱۹۹۵ (۱۸ سال) |
| سرمربی | Samuels Blackwood              | ۳۱ دسامبر ۱۹۴۶ (۶۶ سال) |

## فنلاند
| #      | نام                | تاریخ تولد               |
| ------ | ------------------ | ------------------------ |
| 1      | [Juha Aho          | ۱۴ فوریه ۱۹۸۱ (۳۲ سال)   |
| 2      | Eemi Tervaportti   | ۲۶ ژوئیه ۱۹۸۹ (۲۳ سال)   |
| 3      | میکو اسکو          | ۳ سپتامبر ۱۹۷۸ (۳۴ سال)  |
| 4      | (Lauri Kerminen (L | ۱۸ ژانویه ۱۹۹۳ (۲۰ سال)  |
| 5      | آنتی سیلتالا (C)   | ۱۴ مارس ۱۹۸۴ (۲۹ سال)    |
| 6      | Niklas Seppänen    | ۳۰ ژوئن ۱۹۹۳ (۱۹ سال)    |
| 7      | Matti Hietanen     | ۳ ژانویه ۱۹۸۳ (۳۰ سال)   |
| 8      | Elviss Krastins    | ۱۵ سپتامبر ۱۹۹۴ (۱۸ سال) |
| 9      | Tommi Siirilä      | ۵ اوت ۱۹۹۳ (۱۹ سال)      |
| 10     | اورپو سیوولا       | ۱۵ مارس ۱۹۸۸ (۲۵ سال)    |
| 11     | Juho Rajala        | ۲۴ مارس ۱۹۸۷ (۲۶ سال)    |
| 12     | اولی کوناری        | ۲ فوریه ۱۹۸۲ (۳۱ سال)    |
| 13     | میکو اویوانن       | ۲۶ مه ۱۹۸۶ (۲۷ سال)      |
| 14     | Konstantin Shumov  | ۱۵ فوریه ۱۹۸۵ (۲۸ سال)   |
| 15     | متی اویوانن        | ۲۶ مه ۱۹۸۶ (۲۷ سال)      |
| 16     | اولی-پکا اویانسیوو | ۳۱ دسامبر ۱۹۸۷ (۲۵ سال)  |
| 17     | Antti Esko         | ۳۰ ژوئیه ۱۹۸۲ (۳۰ سال)   |
| 18     | یوکا لیتونن        | ۲۲ فوریه ۱۹۸۲ (۳۱ سال)   |
| 19     | Joni Mikkonen      | ۱۳ ژوئن ۱۹۸۶ (۲۶ سال)    |
| 20     | Aleksi Kaatrasalo  | ۲۴ مه ۱۹۹۰ (۲۳ سال)      |
| 21     | Jouni Palokangas   | ۲۳ نوامبر ۱۹۸۶ (۲۶ سال)  |
| 22     | Ville Juntura      | ۲۶ مارس ۱۹۸۵ (۲۸ سال)    |
| سرمربی | توماس ساملوو       | ۱۶ فوریه ۱۹۷۶ (۳۷ سال)   |

## فرانسه
| #      | نام                          | تاریخ تولد              |
| ------ | ---------------------------- | ----------------------- |
| 1      | José Trèfle                  | ۱۶ ژانویه ۱۹۸۰ (۳۳ سال) |
| 2      | جنیا گربنیکوف                | ۱۳ اوت ۱۹۹۰ (۲۲ سال)    |
| 3      | [(Gérald Hardy-Dessources (L | ۹ فوریه ۱۹۸۳ (۳۰ سال)   |
| 4      | آنتونین روزیر                | ۱۸ اوت ۱۹۸۶ (۲۶ سال)    |
| 5      | Rafael Redwitz               | ۱۲ اوت ۱۹۸۰ (۳۲ سال)    |
| 6      | بنجامین تونیوتی (C)          | ۳۰ اکتبر ۱۹۸۹ (۲۳ سال)  |
| 7      | نیکولاس مارشال               | ۴ مارس ۱۹۸۷ (۲۶ سال)    |
| 8      | Marien Moreau                | ۲۵ اکتبر ۱۹۸۳ (۲۹ سال)  |
| 9      | Baptiste Geiler              | ۱۲ مارس ۱۹۸۷ (۲۶ سال)   |
| 10     | Jean-Philippe Sol            | ۱ ژانویه ۱۹۸۶ (۲۷ سال)  |
| 11     | Julien Lyneel                | ۱۵ آوریل ۱۹۹۰ (۲۳ سال)  |
| 12     | اروین انگاپت                 | ۱۲ فوریه ۱۹۹۱ (۲۲ سال)  |
| 13     | Pierre Pujol                 | ۱۳ ژوئیه ۱۹۸۴ (۲۸ سال)  |
| 14     | Nicolas Le Goff              | ۱۵ فوریه ۱۹۹۲ (۲۱ سال)  |
| 15     | ساموئل تویا                  | ۲۴ ژوئیه ۱۹۸۶ (۲۶ سال)  |
| 16     | کوین تیلیه                   | ۲ نوامبر ۱۹۹۰ (۲۲ سال)  |
| 17     | Franck Lafitte               | ۸ مارس ۱۹۸۹ (۲۴ سال)    |
| 18     | [(Jean-François Exiga (L     | ۹ مارس ۱۹۸۲ (۳۱ سال)    |
| 19     | گیوم کسک                     | ۲۹ آوریل ۱۹۸۹ (۲۴ سال)  |
| 20     | Kevin Le Roux                | ۱۱ مه ۱۹۸۹ (۲۴ سال)     |
| 21     | Mory Sidibe                  | ۱۷ ژوئن ۱۹۸۷ (۲۵ سال)   |
| 22     | Toafa Takaniko               | ۲۹ مه ۱۹۸۵ (۲۸ سال)     |
| سرمربی | Laurent Tillie               |                         |

## آلمان
| #      | نام                  | تاریخ تولد              |
| ------ | -------------------- | ----------------------- |
| 1      | کریستین فروم         | ۱۵ اوت ۱۹۹۰ (۲۲ سال)    |
| 2      | مارکوس اشتوروالد (L) | ۷ مارس ۱۹۸۹ (۲۴ سال)    |
| 3      | Jan-Philipp Marks    | ۳ آوریل ۱۹۹۲ (۲۱ سال)   |
| 4      | Merten Krüger        | ۸ نوامبر ۱۹۹۰ (۲۲ سال)  |
| 5      | Dirk Westphal        | ۳۱ ژانویه ۱۹۸۶ (۲۷ سال) |
| 6      | دنیس کالیبردا        | ۲۴ ژوئن ۱۹۹۰ (۲۲ سال)   |
| 7      | Sebastian Krause     | ۱۶ اکتبر ۱۹۸۹ (۲۳ سال)  |
| 8      | مارکوس بومه          | ۲۵ اوت ۱۹۸۵ (۲۷ سال)    |
| 9      | Björn Höhne          | ۲۷ مارس ۱۹۹۱ (۲۲ سال)   |
| 10     | یوخن شوپس (C)        | ۸ اکتبر ۱۹۸۳ (۲۹ سال)   |
| 11     | لوکاس کامپا          | ۲۹ نوامبر ۱۹۸۶ (۲۶ سال) |
| 12     | فردیناند تیل (L)     | ۸ دسامبر ۱۹۸۸ (۲۴ سال)  |
| 13     | Simon Hirsch         | ۳ آوریل ۱۹۹۲ (۲۱ سال)   |
| 14     | Tom Strohbach        | ۲۷ مه ۱۹۹۲ (۲۱ سال)     |
| 15     | تیم بروشگ            | ۲ دسامبر ۱۹۸۷ (۲۵ سال)  |
| 16     | Felix Fischer        | ۲۷ فوریه ۱۹۸۳ (۳۰ سال)  |
| 17     | Patrick Steuerwald   | ۳ مارس ۱۹۸۶ (۲۷ سال)    |
| 18     | Georg Klein          | ۲۲ اوت ۱۹۹۱ (۲۱ سال)    |
| 19     | Paul Sprung          | ۵ مارس ۱۹۹۱ (۲۲ سال)    |
| 20     | Philipp Collin       | ۲۸ اکتبر ۱۹۹۰ (۲۲ سال)  |
| 21     | Felix Isaak          | ۲ سپتامبر ۱۹۸۹ (۲۳ سال) |
| 22     | سباستین کوهنر        | ۱۵ مارس ۱۹۸۷ (۲۶ سال)   |
| سرمربی | ویتال هینن           |                         |

## ایران
| #      | نام            | تاریخ تولد              |
| ------ | -------------- | ----------------------- |
| 1      | شهرام محمودی   | ۲۰ ژوئیه ۱۹۸۸ (۲۴ سال)  |
| 2      | عادل غلامی     | ۹ فوریه ۱۹۸۶ (۲۷ سال)   |
| 3      | سامان فائزی    | ۲۳ اوت ۱۹۹۱ (۲۱ سال)    |
| 4      | سعید معروف (C) | ۲۰ اکتبر ۱۹۸۵ (۲۷ سال)  |
| 5      | فرهاد قائمی    | ۲۸ اوت ۱۹۸۹ (۲۳ سال)    |
| 6      | محمد موسوی     | ۲۲ اوت ۱۹۸۷ (۲۵ سال)    |
| 7      | حمزه زرینی     | ۱۸ اکتبر ۱۹۸۵ (۲۷ سال)  |
| 8      | فرهاد ظریف     | ۳ مارس ۱۹۸۳ (۳۰ سال)    |
| 9      | مجتبی یوسفی    | ۱۳ آوریل ۱۹۸۸ (۲۵ سال)  |
| 10     | امیر غفور      | ۶ ژوئن ۱۹۹۱ (۲۱ سال)    |
| 11     | رحمان داوودی   | ۱۸ فوریه ۱۹۸۸ (۲۵ سال)  |
| 12     | پوریا فیاضی    | ۱۲ ژانویه ۱۹۹۳ (۲۰ سال) |
| 13     | مهدی مهدوی     | ۱۳ فوریه ۱۹۸۴ (۲۹ سال)  |
| 14     | آرش کشاورزی    | ۱۶ فوریه ۱۹۸۷ (۲۶ سال)  |
| 15     | رضا قرا        | ۳۱ ژوئیه ۱۹۹۱ (۲۱ سال)  |
| 16     | آرمین تشکری    | ۸ دسامبر ۱۹۸۶ (۲۶ سال)  |
| 17     | علیرضا جدیدی   | ۱۱ فوریه ۱۹۸۹ (۲۴ سال)  |
| 18     | محمدطاهر وادی  | ۱۰ اکتبر ۱۹۸۹ (۲۳ سال)  |
| 19     | آرش کمالوند    | ۱۱ مه ۱۹۸۹ (۲۴ سال)     |
| 20     | علیرضا مباشری  | ۱۰ ژوئن ۱۹۸۸ (۲۴ سال)   |
| 21     | مسعود غلامی    | ۲ آوریل ۱۹۹۰ (۲۳ سال)   |
| 22     | ناصر رحیمی     | ۲۷ ژوئن ۱۹۹۱ (۲۱ سال)   |
| سرمربی | خولیو ولاسکو   | ۹ فوریه ۱۹۵۲ (۶۱ سال)   |

## ایتالیا
| #      | نام                | تاریخ تولد               |
| ------ | ------------------ | ------------------------ |
| 1      | Thomas Beretta     | ۱۸ آوریل ۱۹۹۰ (۲۳ سال)   |
| 2      | Jiri Kovar         | ۱۰ آوریل ۱۹۸۹ (۲۴ سال)   |
| 3      | سیمونه پارودی      | ۱۶ ژوئن ۱۹۸۶ (۲۶ سال)    |
| 4      | لوکا وتوری         | ۲۶ آوریل ۱۹۹۱ (۲۲ سال)   |
| 5      | Giorgio De Togni   | ۷ ژوئیه ۱۹۸۵ (۲۷ سال)    |
| 6      | Ludovico Dolfo     | ۳۰ ژوئن ۱۹۸۹ (۲۳ سال)    |
| 7      | Enrico Cester      | ۱۶ مارس ۱۹۸۸ (۲۵ سال)    |
| 8      | Gabriele Maruotti  | ۲۵ مارس ۱۹۸۸ (۲۵ سال)    |
| 9      | ایوان زایتسف       | ۲ اکتبر ۱۹۸۸ (۲۴ سال)    |
| 10     | Filippo Lanza      | ۳ مارس ۱۹۹۱ (۲۲ سال)     |
| 11     | کریستین ساوانی (C) | ۲۲ فوریه ۱۹۸۲ (۳۱ سال)   |
| 12     | Daniele Mazzone    | ۴ ژوئن ۱۹۹۲ (۲۰ سال)     |
| 13     | دراگان تراویکا     | ۲۸ اوت ۱۹۸۶ (۲۶ سال)     |
| 14     | ماتئو پیانو        | ۲۴ اکتبر ۱۹۹۰ (۲۲ سال)   |
| 15     | امانوئل بیرارلی    | ۸ فوریه ۱۹۸۱ (۳۲ سال)    |
| 16     | میشل بارانوویچ     | ۵ اوت ۱۹۸۹ (۲۳ سال)      |
| 17     | آندره‌آ جووی (L)    | ۱۹ اوت ۱۹۸۳ (۲۹ سال)     |
| 18     | Giulio Sabbi       | ۱۰ اوت ۱۹۸۹ (۲۳ سال)     |
| 19     | مارکو فالاسچی      | ۱۸ سپتامبر ۱۹۸۷ (۲۵ سال) |
| 20     | Salvatore Rossini  | ۱۳ ژوئیه ۱۹۸۶ (۲۶ سال)   |
| 21     | Michele Fedrizzi   | ۱۶ مارس ۱۹۸۸ (۲۵ سال)    |
| 22     | Davide Saitta      | ۱۷ ژوئن ۱۹۸۶ (۲۶ سال)    |
| سرمربی | مائورو بروتو       | ۸ مه ۱۹۶۹ (۴۴ سال)       |

## ژاپن
| #      | نام                 | تاریخ تولد               |
| ------ | ------------------- | ------------------------ |
| 1      | Yuji Suzuki         | ۷ ژوئن ۱۹۸۶ (۲۶ سال)     |
| 2      | Yuhei Tsukazaki     | ۱۱ ژوئیه ۱۹۸۶ (۲۶ سال)   |
| 3      | [(Takeshi Nagano (L | ۱۱ ژوئیه ۱۹۸۵ (۲۷ سال)   |
| 4      | Shigeru Kondoh      | ۲۳ نوامبر ۱۹۸۲ (۳۰ سال)  |
| 5      | Shun Imamura        | ۲۰ ژوئیه ۱۹۸۷ (۲۵ سال)   |
| 6      | Yoshifumi Suzuki    | ۳۱ مارس ۱۹۸۳ (۳۰ سال)    |
| 7      | Masashi Kuriyama    | ۱۴ ژوئیه ۱۹۸۸ (۲۴ سال)   |
| 8      | Kazuyoshi Yokota    | ۱ مه ۱۹۸۶ (۲۷ سال)       |
| 9      | Takaaki Tomimatsu   | ۲۰ ژوئیه ۱۹۸۴ (۲۸ سال)   |
| 10     | Dai Tezuka          | ۱۸ نوامبر ۱۹۸۸ (۲۴ سال)  |
| 11     | Yoshihiko Matsumoto | ۷ ژانویه ۱۹۸۱ (۳۲ سال)   |
| 12     | کوتا یامامورا (C)   | ۲۰ اکتبر ۱۹۸۰ (۳۲ سال)   |
| 13     | Ken Takahashi       | ۲۲ دسامبر ۱۹۸۸ (۲۴ سال)  |
| 14     | تاتسویا فوکوزاوا    | ۱ ژوئیه ۱۹۸۶ (۲۶ سال)    |
| 15     | Daisuke Yako        | ۷ اکتبر ۱۹۸۸ (۲۴ سال)    |
| 16     | Yusuke Ishijima     | ۹ ژانویه ۱۹۸۴ (۲۹ سال)   |
| 17     | یو کوشیکاوا         | ۳۰ ژوئن ۱۹۸۴ (۲۸ سال)    |
| 18     | Yuta Yoneyama       | ۲۹ اوت ۱۹۸۴ (۲۸ سال)     |
| 19     | Shunsuke Chijiki    | ۶ سپتامبر ۱۹۸۹ (۲۳ سال)  |
| 20     | Yuta Matsuoka       | ۶ نوامبر ۱۹۸۹ (۲۳ سال)   |
| 21     | Takashi Dekita      | ۱۳ اوت ۱۹۹۱ (۲۱ سال)     |
| 22     | Issei Maeda         | ۲۲ سپتامبر ۱۹۹۱ (۲۱ سال) |
| سرمربی | Gary Sato           |                          |

## هلند
| #      | نام                           | تاریخ تولد               |
| ------ | ----------------------------- | ------------------------ |
| 1      | نیمیر عبدالعزیز               | ۵ فوریه ۱۹۹۲ (۲۱ سال)    |
| 2      | نیکو فرریکس                   | ۲۲ دسامبر ۱۹۸۱ (۳۱ سال)  |
| 3      | Daan van Haarlem              | ۱۵ مارس ۱۹۸۹ (۲۴ سال)    |
| 4      | Thijs Ter Horst               | ۱۸ سپتامبر ۱۹۸۱ (۳۱ سال) |
| 5      | Jelte Maan                    | ۱۹ مارس ۱۹۸۶ (۲۷ سال)    |
| 6      | Humphrey Krolis               | ۱۳ ژوئیه ۱۹۸۴ (۲۸ سال)   |
| 7      | Gijs Jorna                    | ۳۰ مه ۱۹۸۹ (۲۴ سال)      |
| 8      | Bas van Bemmelen              | ۱۸ اوت ۱۹۸۹ (۲۳ سال)     |
| 9      | Ewoud Gommans                 | ۱۷ نوامبر ۱۹۹۰ (۲۲ سال)  |
| 10     | Jeroen Rauwerdink             | ۱۳ سپتامبر ۱۹۸۵ (۲۷ سال) |
| 11     | شورد هوخندورن                 | ۱۷ فوریه ۱۹۹۱ (۲۲ سال)   |
| 12     | ویچه کویسترا                  | ۳ ژوئن ۱۹۸۲ (۳۰ سال)     |
| 13     | Maarten van Garderen          | ۲۴ ژانویه ۱۹۹۰ (۲۳ سال)  |
| 14     | Niels Klapwijk                | ۱۹ سپتامبر ۱۹۸۵ (۲۷ سال) |
| 15     | Thomas Koelewijn              | ۱۸ دسامبر ۱۹۸۵ (۲۷ سال)  |
| 16     | Robin Overbeeke               | ۲۱ مارس ۱۹۸۹ (۲۴ سال)    |
| 17     | (Johannes Cornelius Bontje (C | ۱۲ مه ۱۹۸۱ (۳۲ سال)      |
| 18     | Robbert Andringa              | ۲۸ آوریل ۱۹۹۰ (۲۳ سال)   |
| 19     | Michael Parkinson             | ۲۳ نوامبر ۱۹۹۱ (۲۱ سال)  |
| 20     | دیک کوی                       | ۳ دسامبر ۱۹۸۷ (۲۵ سال)   |
| 21     | کی فن دایک                    | ۲۵ ژوئن ۱۹۸۴ (۲۸ سال)    |
| 22     | Dirk-Jan van Gendt            | ۱۸ ژوئیه ۱۹۷۴ (۳۸ سال)   |
| سرمربی | ادوین بنه                     |                          |

## لهستان
| #      | نام                   | تاریخ تولد               |
| ------ | --------------------- | ------------------------ |
| 1      | پیوتر نواکوفسکی       | ۱۸ دسامبر ۱۹۸۷ (۲۵ سال)  |
| 2      | میخال وینیارسکی       | ۲۸ سپتامبر ۱۹۸۳ (۲۹ سال) |
| 3      | داوید کونارسکی        | ۳۱ اوت ۱۹۸۸ (۲۴ سال)     |
| 4      | گژگوش کوسوک           | ۲ مارس ۱۹۸۶ (۲۷ سال)     |
| 5      | Wojciech Włodarczyk   | ۲۸ اکتبر ۱۹۹۰ (۲۲ سال)   |
| 6      | بارتوش کورک           | ۲۹ اوت ۱۹۸۸ (۲۴ سال)     |
| 7      | یاکوب یاروش           | ۱۰ فوریه ۱۹۸۷ (۲۶ سال)   |
| 8      | آندرژی ورونا          | ۲۷ دسامبر ۱۹۸۸ (۲۴ سال)  |
| 9      | زبیگنیو بارتمن        | ۴ مه ۱۹۸۷ (۲۶ سال)       |
| 10     | لوکاش ویشنیفسکی       | ۳ فوریه ۱۹۸۹ (۲۴ سال)    |
| 11     | فابین دژیزگا          | ۳ ژانویه ۱۹۹۰ (۲۳ سال)   |
| 12     | پاول وویتسکی          | ۱۹ ژوئن ۱۹۸۳ (۲۹ سال)    |
| 13     | میخال کوبیاک          | ۱۸ ژوئیه ۱۹۸۸ (۲۴ سال)   |
| 14     | میخال روچیاک          | ۲۲ اوت ۱۹۸۳ (۲۹ سال)     |
| 15     | لوکاش ژیگادلو         | ۲ اوت ۱۹۷۹ (۳۳ سال)      |
| 16     | کریشتوف ایگناچاک (L)  | ۱۵ مه ۱۹۷۸ (۳۵ سال)      |
| 17     | پاول زاتورسکی (L)     | ۲۱ ژوئن ۱۹۹۰ (۲۲ سال)    |
| 18     | مارسین مژدونک (C)     | ۹ فوریه ۱۹۸۵ (۲۸ سال)    |
| 19     | Wojciech Ferens       | ۵ آوریل ۱۹۹۱ (۲۲ سال)    |
| 20     | گژگوش لوماش           | ۲۱ ژانویه ۱۹۹۱ (۲۲ سال)  |
| 21     | دامیان ویتاشک         | ۷ سپتامبر ۱۹۸۸ (۲۴ سال)  |
| 22     | Krzysztof Wierzbowski | ۱۸ ژوئیه ۱۹۸۸ (۲۴ سال)   |
| سرمربی | آندره‌آ آناستازی       | ۱۰ اوت ۱۹۶۰ (۵۲ سال)     |

## پرتغال
| #      | نام                | تاریخ تولد               |
| ------ | ------------------ | ------------------------ |
| 1      | Marcel Gil         | ۸ مه ۱۹۹۰ (۲۳ سال)       |
| 2      | Ubirajara Pereira  | ۲۵ اوت ۱۹۷۰ (۴۲ سال)     |
| 3      | Carlos Liborio     | ۷ ژوئیه ۱۹۹۰ (۲۲ سال)    |
| 4      | جوآ خوزه (L)       | ۲۴ ژوئن ۱۹۸۱ (۳۱ سال)    |
| 5      | Marco Ferreira     | ۴ اکتبر ۱۹۸۷ (۲۵ سال)    |
| 6      | Alexandre Ferreira | ۱۳ نوامبر ۱۹۹۱ (۲۱ سال)  |
| 7      | Ivo Casas          | ۲۱ سپتامبر ۱۹۹۲ (۲۰ سال) |
| 8      | Tiago Violas       | ۲۷ مارس ۱۹۸۹ (۲۴ سال)    |
| 9      | Nuno Pinheiro      | ۳۱ دسامبر ۱۹۸۴ (۲۸ سال)  |
| 10     | Filipe Pinto       | ۲۶ فوریه ۱۹۹۱ (۲۲ سال)   |
| 11     | Carlos Fidalgo     | ۱۶ مه ۱۹۸۷ (۲۶ سال)      |
| 12     | [(João José (C     | ۷ ژوئن ۱۹۷۸ (۳۴ سال)     |
| 13     | Valdir Sequeira    | ۲۲ نوامبر ۱۹۸۱ (۳۱ سال)  |
| 14     | Idner Martins      | ۱۹ دسامبر ۱۹۷۸ (۳۴ سال)  |
| 15     | Rui Santos         | ۲۴ مارس ۱۹۸۴ (۲۹ سال)    |
| 16     | José Gomes         | ۲۱ اکتبر ۱۹۹۴ (۱۸ سال)   |
| 17     | Miguel Rodrigues   | ۲ نوامبر ۱۹۸۶ (۲۶ سال)   |
| 18     | آندره لوپز         | ۱۲ سپتامبر ۱۹۸۲ (۳۰ سال) |
| 19     | Ricardo Silva      | ۳۰ اوت ۱۹۹۰ (۲۲ سال)     |
| 20     | Joao Magalhaes     | ۱۳ ژوئن ۱۹۸۸ (۲۴ سال)    |
| 21     | José Monteiro      | ۲۱ اکتبر ۱۹۹۱ (۲۱ سال)   |
| 22     | Eurico Peixoto     | ۱۳ مه ۱۹۸۱ (۳۲ سال)      |
| سرمربی | Flavio Gulinelli   |                          |

## روسیه
| #      | نام                         | تاریخ تولد              |
| ------ | --------------------------- | ----------------------- |
| 1      | Sergey Antipkin             | ۲۸ مارس ۱۹۸۶ (۲۷ سال)   |
| 2      | Sergey Makarov              | ۲۸ مارس ۱۹۸۰ (۳۳ سال)   |
| 3      | نیکولای آپالیکوف            | ۲۶ اوت ۱۹۸۲ (۳۰ سال)    |
| 4      | تاراس ختی (C)               | ۲۲ مه ۱۹۸۲ (۳۱ سال)     |
| 5      | سرگئی گرانکین               | ۲۱ ژانویه ۱۹۸۵ (۲۸ سال) |
| 6      | Evgeny Sivozhelez           | ۶ اوت ۱۹۸۶ (۲۶ سال)     |
| 7      | نیکولای پاولوف              | ۲۲ مه ۱۹۸۲ (۳۱ سال)     |
| 8      | Alexey Rodichev             | ۲۴ مارس ۱۹۸۸ (۲۵ سال)   |
| 9      | Alexey Spiridonov           | ۲۶ ژوئن ۱۹۸۸ (۲۴ سال)   |
| 10     | یوری برژکو                  | ۲۷ ژانویه ۱۹۸۴ (۲۹ سال) |
| 11     | Andrey Ashchev              | ۱۰ مه ۱۹۸۳ (۳۰ سال)     |
| 12     | الکساندر بوتکو              | ۱۸ مارس ۱۹۸۶ (۲۷ سال)   |
| 13     | دیمیتری موزرسکی             | ۲۹ اکتبر ۱۹۸۸ (۲۴ سال)  |
| 14     | Artem Volvich               | ۲۲ ژانویه ۱۹۹۰ (۲۳ سال) |
| 15     | دیمیتری ایلینیخ             | ۳۱ ژانویه ۱۹۸۷ (۲۶ سال) |
| 16     | الکسی وربوف                 | ۳۱ ژانویه ۱۹۸۲ (۳۱ سال) |
| 17     | ماکسیم میخائیلوف            | ۱۹ مارس ۱۹۸۸ (۲۵ سال)   |
| 18     | الکساندر الکساندروویچ ولکوف | ۱۴ فوریه ۱۹۸۵ (۲۸ سال)  |
| 19     | Maxim Zhigalov              | ۲۶ ژوئیه ۱۹۸۹ (۲۳ سال)  |
| 20     | Artem Ermakov               | ۶ مارس ۱۹۸۲ (۳۱ سال)    |
| 21     | Ilia Zhilin                 | ۱۰ مه ۱۹۸۵ (۲۸ سال)     |
| 22     | Valentin Golubev            | ۳ مه ۱۹۹۲ (۲۱ سال)      |
| سرمربی | Andrey Voronkov             |                         |

## صربستان
| #      | نام                   | تاریخ تولد               |
| ------ | --------------------- | ------------------------ |
| 1      | نیکولا کواچویچ        | ۱۴ فوریه ۱۹۸۳ (۳۰ سال)   |
| 2      | اوروش کواچویچ         | ۶ مه ۱۹۹۳ (۲۰ سال)       |
| 3      | مارکو ایوویچ          | ۲۲ دسامبر ۱۹۹۰ (۲۲ سال)  |
| 4      | Nemanja Radović       | ۲۶ دسامبر ۱۹۹۰ (۲۲ سال)  |
| 5      | ولادو پتکوویچ         | ۶ ژانویه ۱۹۸۳ (۳۰ سال)   |
| 6      | Filip Stoilović       | ۱۱ اکتبر ۱۹۹۲ (۲۰ سال)   |
| 7      | دراگان استانکوویچ (C) | ۱۸ اکتبر ۱۹۸۵ (۲۷ سال)   |
| 8      | Filip Vujić           | ۱۷ اکتبر ۱۹۸۹ (۲۳ سال)   |
| 9      | Nikola Jovović        | ۱۳ فوریه ۱۹۹۲ (۲۱ سال)   |
| 10     | میلوش نیکیچ           | ۳۱ مارس ۱۹۸۶ (۲۷ سال)    |
| 11     | میهایلو میتیچ         | ۱۷ سپتامبر ۱۹۹۰ (۲۲ سال) |
| 12     | میلان راشیچ           | ۲ فوریه ۱۹۸۵ (۲۸ سال)    |
| 13     | Dušan Petković        | ۲۷ ژانویه ۱۹۹۲ (۲۱ سال)  |
| 14     | الکساندر آتاناسیویچ   | ۴ سپتامبر ۱۹۹۱ (۲۱ سال)  |
| 15     | ساشا استاروویچ        | ۱۹ اکتبر ۱۹۸۸ (۲۴ سال)   |
| 16     | Aleksa Brdjović       | ۲۹ ژوئیه ۱۹۹۳ (۱۹ سال)   |
| 17     | Nikola Mijailović     | ۸ اوت ۱۹۸۹ (۲۳ سال)      |
| 18     | مارکو پودراشچانین     | ۲۹ اوت ۱۹۸۷ (۲۵ سال)     |
| 19     | نیکولا روسیچ          | ۵ اوت ۱۹۸۴ (۲۸ سال)      |
| 20     | Srećko Lisinać        | ۱۷ مه ۱۹۹۲ (۲۱ سال)      |
| 21     | نمانیا پتریچ          | ۲۸ ژوئیه ۱۹۸۷ (۲۵ سال)   |
| 22     | Milija Mrdak          | ۲۶ اکتبر ۱۹۹۱ (۲۱ سال)   |
| سرمربی | Igor Kolaković        |                          |

## کرهٔ جنوبی
| #      | نام             | تاریخ تولد               |
| ------ | --------------- | ------------------------ |
| 1      | Jeon Kwang-In   | ۱۸ سپتامبر ۱۹۹۱ (۲۱ سال) |
| 2      | هان سان سو      | ۱۶ دسامبر ۱۹۸۵ (۲۷ سال)  |
| 3      | Kwon Young-Min  | ۵ ژوئیه ۱۹۸۰ (۳۲ سال)    |
| 4      | مون سونگ-مین    | ۱۴ سپتامبر ۱۹۸۶ (۲۶ سال) |
| 5      | Yeo Oh-Hyun     | ۲ سپتامبر ۱۹۷۸ (۳۴ سال)  |
| 6      | Lee Min-Gyu     | ۳ دسامبر ۱۹۹۲ (۲۰ سال)   |
| 7      | (Lee Sun-Kyu (C | ۱۴ مارس ۱۹۸۱ (۳۲ سال)    |
| 8      | Ji Tae-Hwan     | ۵ ژوئن ۱۹۸۶ (۲۶ سال)     |
| 9      | Kwak Seung-Suk  | ۲۳ مارس ۱۹۸۸ (۲۵ سال)    |
| 10     | Yoo Yoon-Sik    | ۲ فوریه ۱۹۸۹ (۲۴ سال)    |
| 11     | Park Chul-Woo   | ۲۵ ژوئیه ۱۹۸۵ (۲۷ سال)   |
| 12     | Choi Min-ho     | ۲۸ آوریل ۱۹۸۸ (۲۵ سال)   |
| 13     | Bu Yong-Chan    | ۳۰ نوامبر ۱۹۸۹ (۲۳ سال)  |
| 14     | Seo Jae-Duck    | ۲۱ ژوئیه ۱۹۸۹ (۲۳ سال)   |
| 15     | Park Sang-Ha    | ۴ آوریل ۱۹۸۶ (۲۷ سال)    |
| 16     | Kim Jeong-Hwan  | ۲۳ مارس ۱۹۸۸ (۲۵ سال)    |
| 17     | Ha Kyoung-Min   | ۲۷ ژوئیه ۱۹۸۲ (۳۰ سال)   |
| 18     | Shin Yung-Suk   | ۴ اکتبر ۱۹۸۶ (۲۶ سال)    |
| 19     | Lee Kang-Joo    | ۳۰ ژوئن ۱۹۸۳ (۲۹ سال)    |
| 20     | Kim Gwang-Guk   | ۱۳ اوت ۱۹۸۷ (۲۵ سال)     |
| 21     | Song Myung-Geun | ۱۲ مارس ۱۹۹۳ (۲۰ سال)    |
| 22     | Lee Kang-won    | ۵ مه ۱۹۹۰ (۲۳ سال)       |
| سرمربی | Park Ki-Won     |                          |

## ایالات متحده آمریکا
| #      | نام                | تاریخ تولد              |
| ------ | ------------------ | ----------------------- |
| 1      | مت اندرسون         | ۱۸ آوریل ۱۹۸۷ (۲۶ سال)  |
| 2      | Jeffrey Menzel     | ۳۱ اکتبر ۱۹۸۸ (۲۴ سال)  |
| 3      | Evan Patak         | ۲۳ ژوئن ۱۹۸۴ (۲۸ سال)   |
| 4      | دیوید لی           | ۸ مارس ۱۹۸۲ (۳۱ سال)    |
| 5      | ریچارد لامبورن     | ۶ مه ۱۹۷۵ (۳۸ سال)      |
| 6      | پائول لوتمن        | ۳ نوامبر ۱۹۸۵ (۲۷ سال)  |
| 7      | کاویکا شوجی        | ۱۱ نوامبر ۱۹۸۷ (۲۵ سال) |
| 8      | Kyle Caldwell      | ۱۵ مارس ۱۹۹۰ (۲۳ سال)   |
| 9      | مورفی تروی         | ۳۱ مه ۱۹۸۹ (۲۴ سال)     |
| 10     | Antonio Ciarelli   | ۱۳ آوریل ۱۹۹۰ (۲۳ سال)  |
| 11     | Jonathan Winder    | ۴ ژانویه ۱۹۸۶ (۲۷ سال)  |
| 12     | راسل هولمز         | ۱ ژوئیه ۱۹۸۲ (۳۰ سال)   |
| 13     | Matthew Rawson     | ۲۹ اکتبر ۱۹۸۶ (۲۶ سال)  |
| 14     | Ryan Ammerman      | ۳۰ دسامبر ۱۹۸۵ (۲۷ سال) |
| 15     | Carson Clark       | ۲۰ ژانویه ۱۹۸۹ (۲۴ سال) |
| 16     | Jayson Jablonsky   | ۲۳ ژوئیه ۱۹۸۵ (۲۷ سال)  |
| 17     | ماکسول هولت        | ۱۲ مارس ۱۹۸۷ (۲۶ سال)   |
| 18     | Garrett Muagututia | ۲۶ فوریه ۱۹۸۲ (۳۱ سال)  |
| 19     | Alfredo Reft       | ۱۵ دسامبر ۱۹۸۲ (۳۰ سال) |
| 20     | دیوید اسمیت        | ۱۵ مه ۱۹۸۵ (۲۸ سال)     |
| 21     | Bradley Lawson     | ۲ اوت ۱۹۸۹ (۲۳ سال)     |
| 22     | اریک شوجی (L)      | ۲۴ اوت ۱۹۸۹ (۲۳ سال)    |
| سرمربی | John Speraw        |                         |